# تشاك لوغان
تشاك لوغان (بالإنجليزية: Chuck Logan)‏ هو لاعب كرة قدم أمريكية أمريكي، ولد في 10 أبريل 1943 في شيكاغو في الولايات المتحدة.

## وصلات خارجية
- تشاك لوغان على موقع مرجع كرة القدم المحترفة.كوم (الإنجليزية)